# George Peele
George Peele (batizado em Londres, 25 de julho de 1556; enterrado em 9 de novembro de 1596) foi um dramaturgo inglês. 
Era co-proprietário de um teatro e nele representou, ao redor do ano 1584, sua obra O Juízo de Páris. Os amores do rei David com a formosa Betsabé, de assunto bíblico, é considerada sua melhor produção.

## Peças atribuídas
A sua comédia pastoral O Juízo de Páris foi apresentada pelos Children of the Chapel à rainha Isabel I talvez em 1581, mas foi impressa anonimamente, apenas em 1584. Nessa peça Páris é questionado por Júpiter para decidir entre as deusas, Juno, Pallas (Atena) ou Vénus, a qual deve ser dada a maçã dourada. Ele decide por Vénus, que o procura, deixando a sua mulher desconsolada. Juno e Pallas trazem Páris ao conselho dos deuses, questionando a parcialidade, cabendo a decisão final a Diana. Ela decide dar a maçã a nenhuma das concorrentes, mas sim à ninfa Elisa - "our Zabeta fayre" numa referência à Rainha Isabel I.
A sua peça "Famous Chronicle of King Edward the First" foi impressa em 1593. Esta crónica histórica é um avanço relativamente às anteriores e marca um passo na direcção dos dramas históricos de Shakespeare. Peele poderá ter escrito ou contribuído para a tragédia sangrenta Titus Andronicus, que foi publicada como obra de  Shakespeare.
A peça The Battle of Alcazar (em cena 1588–1589, impressa em 1594), tendo sido publicada anonimamente, também lhe é atribuída, relatando a Batalha de Alcácer-Quibir. 
A "The Old Wives Tale" (impressa em 1595) seguiu-se "The Love of King David and fair Bethsabe" (escrita c. 1588, impressa 1599), que é um notável exemplo de drama isabelino retirado das Escrituras. Sir Clyomon and Sir Clamydes (1599) foi atribuída a Peele, mas com dados insuficientes, tal como várias outras.